# 2010年父岛地震
2010年父岛地震是指2010年12月22日2时20分发生于小笠原群岛附近的一场强烈地震。该次地震震中位于父岛近海（27°03.1′N 143°56.1′E / 27.0517°N 143.9350°E），震级为Mj 7.4或7.8级、MW 7.4级，震源深度约8千米，最大烈度为4。此次地震引发了高达50厘米的海啸，但无人因地震和海啸受伤或死亡。
该次地震已被美国地质调查局收录至2010年显著地震列表。

## 构造背景
小笠原群岛位于太平洋板块和菲律宾海板块的交界处。在震中区域，太平洋板块向西以40 mm/年的相对速度向菲律宾海板块之下俯冲。特别是伊豆诸岛、小笠原群岛和马里亚纳群岛等一系列位于两个板块边界的区域，地震活动强烈，频繁出现中强地震。虽然发生在俯冲带的地震基本为逆断层型，但由于这次地震是因板块下沉时弯曲而发生，与压缩应力相比，拉伸应力更为卓越，因此在震源机制上属于正断层型。美国地质调查局根据观测数据生成的震源机制解表明，该次地震的确发生在北西北或东东南走向的正断层上。其中，根据基于全球观测网数据建立的有限断层模型，在这两种可能的断层走向中，后者的可能性更大。
据美国地质调查局粗略统计，震中区域内约有一半的中强地震为中源地震（震源深度70至300千米）或深源地震（震源深度超过300千米），但最深一般不超过560千米。然而，此次地震发生在地表之下20千米以内，属于浅源地震。在该次地震发生前的25年内，震中距1000千米范围内的太平洋—菲律宾海板块边界上曾发生过27次震级达到6.0级的地震。其中，有2次地震规模达到了7.0级。规模最大的一次地震是2000年8月发生的7.4级地震，其震源深度达到了400千米左右，没有人员伤亡或震害记录。而如果只考虑震源深度200千米范围内的地震，则本次地震是该区域内自1923年以来震级最大的地震。

## 参数观测

### 地震参数
根据日本气象厅的历史地震数据库，该次地震震中位于父岛近海，震级为Mj 7.8级，震源深度约8千米。然而，根据同一机构在2011年1月发布的地震·火山月报，该次地震的震级为Mj 7.4级。此外，通过精查震源机制解和根据远地实体波的震源过程解析，日本气象厅认为该次地震的矩震级为7.3至7.4级。
美国地质调查局认为，该次地震发生于小笠原群岛附近（北纬26.901，东经143.698度），震级为MW 7.4级，震源深度约14.0千米。此外，该机构还利用了其他震级度量测量了这次地震的规模，分别为mb 7.0级、Ms 7.5级和Me 7.6级。

### 烈度分布
小笠原村观测到了本次地震的最大烈度4，是该地自2001年父岛地震发生以来首次观测到烈度4。
根据日本气象厅的观测数据，以关东地方为中心，从中部地方到北海道地方均有测站观测到了震度1的摇晃。下表列出了震度达到2以上的市町村。
| 震度 | 都道府县 | 市区町村 |
| ---- | -------- | --- |
| 4    | 東京都   | 小笠原村（父島 母島）                                                                                       |
| 2    | 岩手县   | 矢巾町 |
| 2    | 宮城县   | 栗原市 登米市 美里町 大崎市 角田市 岩沼市 藏王町 大河原町 丸森町 石巻市                                     |
| 2    | 福島县   | 福島市 郡山市 白河市 二本松市 国見町 川俣町 泉崎村 玉川村 田村市 双葉町 浪江町 南相馬市 猪苗代町 会津坂下町 |
| 2    | 茨城县   | 常陸太田市 笠間市 常總市 筑波未來市                                                                         |
| 2    | 栃木县   | 岩舟町 高根澤町                                                                                             |
| 2    | 埼玉县   | 加須市 鴻巢市 久喜市 春日部市 幸手市 川島町 宮代町 埼玉市大宮区                                             |
| 2    | 千葉县   | 千葉市中央区 市原市 浦安市 鴨川市 鋸南町                                                                    |
| 2    | 東京都   | 千代田区 国分寺市                                                                                           |
| 2    | 神奈川县 | 横滨市（神奈川区 西区 中区 南区 保土谷區 港北区） 川崎市川崎区 厚木市                                       |
| 2    | 新潟县   | 南魚沼市 |
| 2    | 山梨县   | 忍野村 |

其中，值得注意的是，通常只有在深源地震的情况下才会发生的异常震域现象在此次地震中也有出现。根据东京大学地震研究所小原一成教授的分析，该次地震虽然震源深度较浅，但由于其发生在太平洋板块在伊豆小笠原海沟开始俯冲的地方，向下俯冲的板块像南北延伸的墙壁一样几乎垂直分布，因此地震波可以在衰减很小的情况下沿着太平洋板块向东日本传播。而此次地震的地震波若想向西日本传播，则需要穿过多种不同介质，振幅会逐渐减小。
此外，根据美国地质调查局在在线互联网震感调查页面中收集到的至少18份震感报告，认为该次地震的最大修订麦加利地震烈度为4（IV）度。

## 海啸
地震发生8分钟后，即2时28分，日本气象厅对小笠原群岛发布了海啸警报，同时对伊豆群岛、静冈县、爱知县外海、三重县南部、和歌山县、德岛县、高知县、宫崎县、种子岛·屋久岛地方、奄美群岛·吐噶喇群岛发布了海啸注意警报。2时43分，位于小笠原群岛的父岛观测到了第一波海啸，高度为-9厘米。上述警报发出1个半小时后，日本气象厅将小笠原群岛的海啸警报降级为海啸注意警报。直至7时20分，日本气象厅解除了对所有地区发布的海啸注意警报。
位于伊豆群岛的八丈岛八重根观测到了最大高度为50厘米的海啸，而父岛观测站和伊豆大岛冈田观测站分别观测到了最大高度为22厘米和20厘米的海啸。此外，岩手县、千叶县内房、静冈县、三重县南部、和歌山县、高知县、鹿儿岛县东部、种子岛·屋久岛地方、奄美群岛·吐噶喇群岛、冲绳本岛地方和大东岛地方均观测到了最大高度为20厘米以下的海啸。
关于为何海啸高度和预计高度相比较低，日本气象厅认为是由于矩震级（MW 7.4）比一开始测定的日本气象厅震级（Mj 7.8）低导致的。

## 延伸阅读
- 震度データベース検索 （页面存档备份，存于） - 気象庁